# 브로드 (보스니아 헤르체고비나)

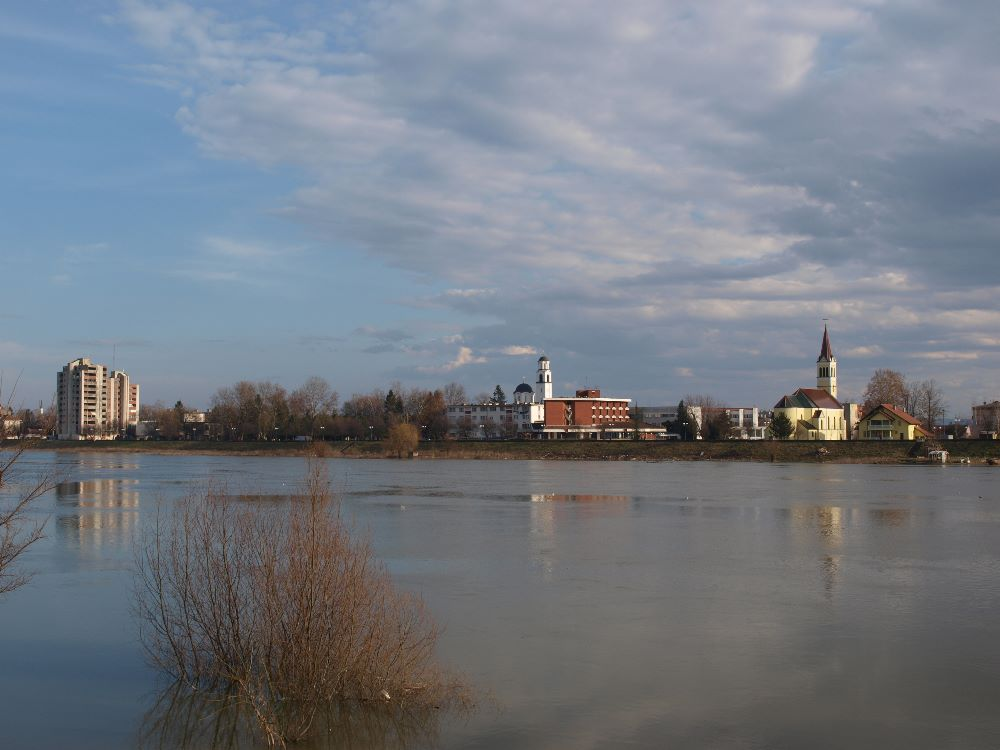
브로드 시가지

브로드의 위치

브로드(세르비아어: Брод, Brod, 보스니아어: Brod, 크로아티아어: Brod)는 보스니아 헤르체고비나 북부에 위치한 도시로 면적은 229.3km2, 인구는 17.943명(2013년 기준), 인구 밀도는 78.3명/km2이다. 2009년까지는 보산스키브로드(Bosanski Brod)라는 이름을 사용했다. 행정 구역상으로는 스릅스카 공화국에 속한다. 사바강 남안과 접하며 강 반대편에는 크로아티아 슬라본스키브로드가 위치한다.

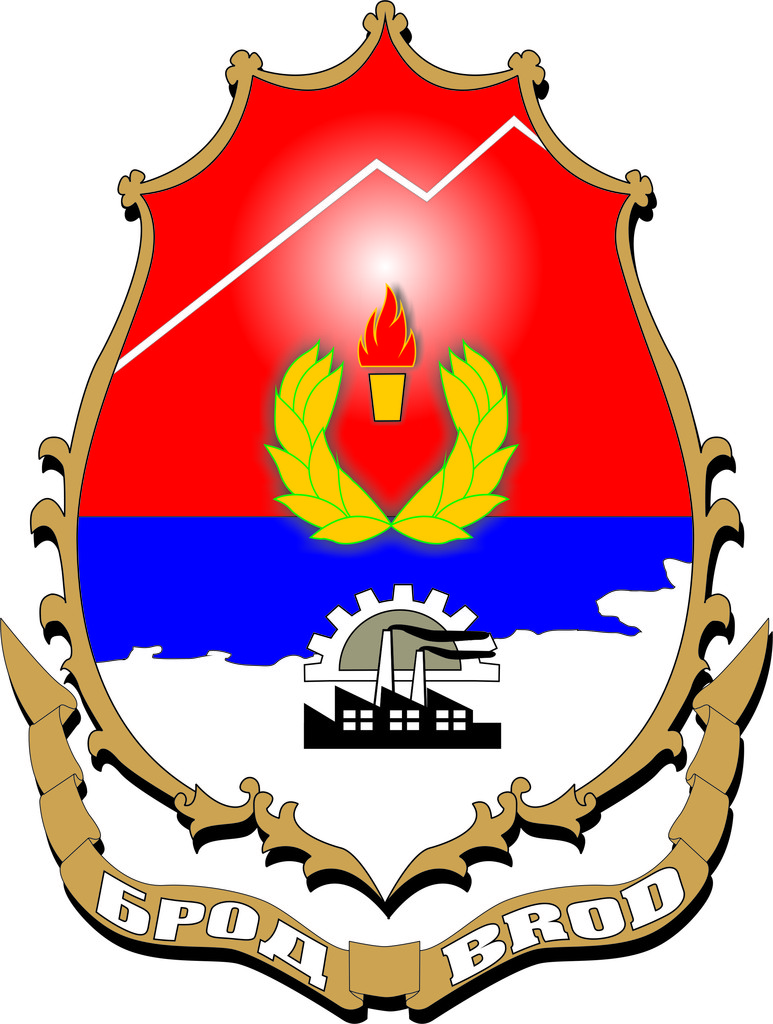
시 문장

## 같이 보기
- 스릅스카 공화국의 행정 구역